# Bohové blíženci

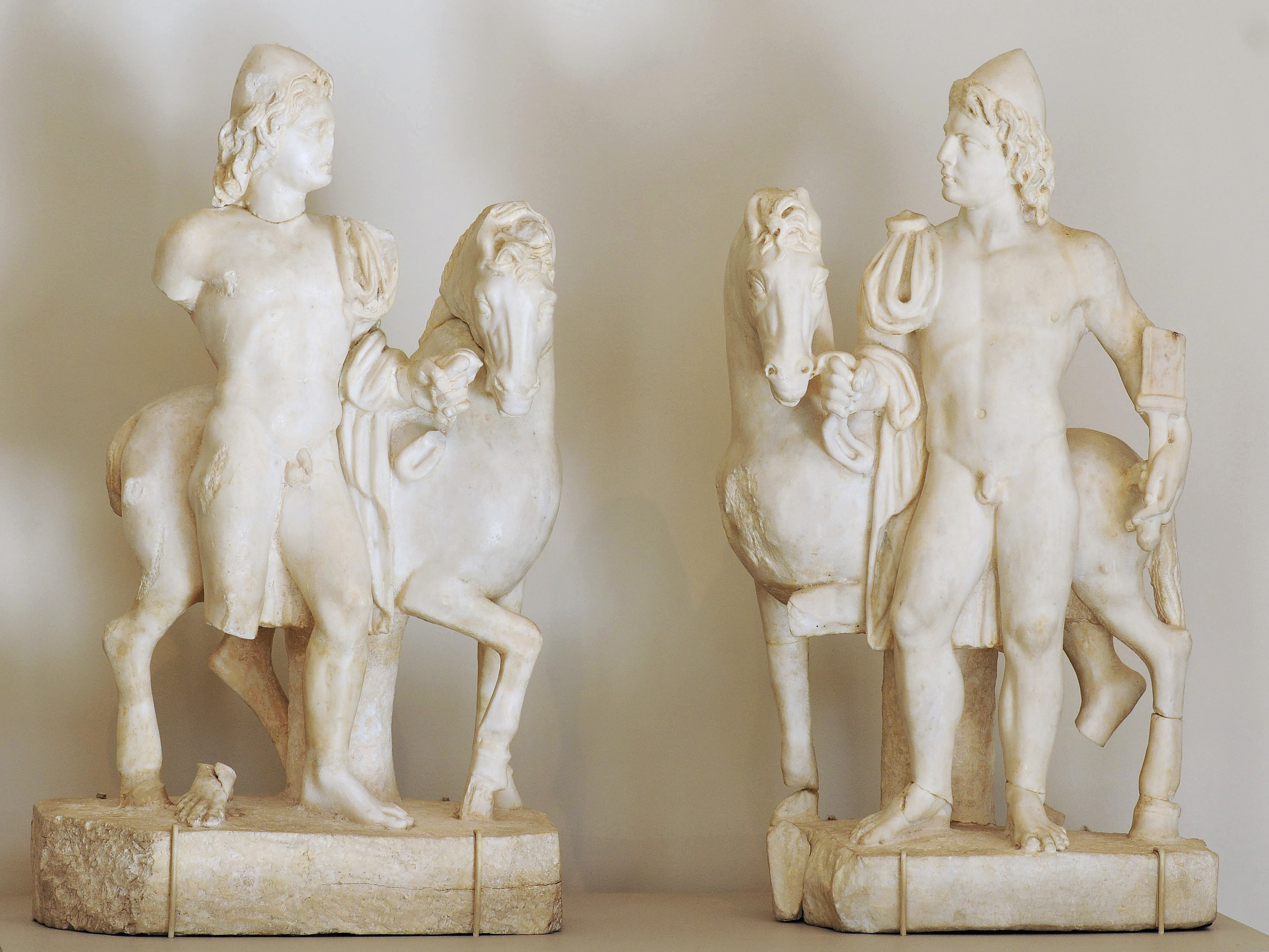
Římské sošky Dioskúrů jako jezdců na koních

Bohové blíženci jsou typ božstev, dvou bratrů, objevujících se v mnoha indoevropských mytologiích. Objevují se především v pramenech z védské, řecké a baltské tradice kde vykazují řadu stejných rysů.
Božství blíženci jsou popisováni jako jezdci na koni, zpravidla bílém, ochránci před nebezpečím a zachránci z nesnází. Jsou také nositeli světla a jsou spojováni s úsvitem a bohyní úsvitu či dcerou slunce. Často jsou syny či potomky nejvyššího nebeského boha jako je Djaus, Zeus či Dēivas.
Mezi božské blížence patří následující dvojice:
- Ašvieniai – litevská božstva
- Ašvinové, Nasátjové - védská božstva
- Dieva dēli – lotyšská božstva
- Dioskúrové, Kastór a Polydeukés – řecká božstva
- Gemini, Castor a Pollux – římské jméno Dioskúrů

Mezi další blíženecká božstva mohou patřit:
- Alkové – germánská božstva
- Amfíón a Zéthos – řečtí hrdinové
- Eurytos a Kteatos – řečtí hrdinové
- Hengist a Horsa – legendární postavy z anglosaské tradice
- Idás a Lynkeus – řečtí hrdinové
- Lel a Polel – hypotetická slovanská božstva
- Nara-Narájána – hinduistická božstva
- Sim a Rgl – hypotetická slovanská božstva